# Alonso Antonio Cuadrado Fernández de Anduaga
Alonso Antonio Cuadrado Fernández de Anduaga, dramaturgo español de la segunda mitad del siglo XVIII.

## Biografía
Fue teniente cuadrillero mayor de la Santa Hermandad de Toledo. Se consagró sobre todo al género de la comedia heroica, en el que destacan sus piezas El valor de las mujeres y triunfo de las murcianas de las lunas africanas (1787) y, con Lorenzo Daniel, (que, según Aguilar Piñal, 1984, t. 3, es un pseudónimo suyo), La toma de San Felipe por las armas españolas (1782). Algunas composiciones poéticas suyas se incluyen en la colección Época feliz de España, (1784), que conmemoraba el felix parto de la Princesa de Asturias.

## Obras
- Recreo plausible, la humildad triunfante, auto sagradeo histórico del platero del cielo San Eloy, obispo de Noyons, que se ha de representar el día de su fiesta, a expensas de los mancebos del colegio y arte de plateros de esta ciudad... Puesto en música por Nicolás de Paz y Calcarcel. Murcia, Nicolás Villagordo, 1755.
- Geroglífico fúnebre de lamentables rithmas que con el más vivo dolor y afectuosos sollozos expresa la muy sentida cuanto llorada muerte de la Cathólica Magestad de nuestro dignissimo Rey Fernando VI (que en gloria está) en el día 10 de agosto de este año de 1759. Madrid, viuda de Manuel Fernández, 1759.
- Dramma loable y aclamación solemne que en obsequio a la de nuestro Cathólico monarca Don Carlos III (que Dios guarde) en el día 11 de 1759 dispuso... Madrid: Gabriel Ramírez, 1759.
- Romance castellano en respuesta al R. P. D. Cayetano López Cano, C. R. Presbytero de San Cayetano de esta Corte. Endecasílabo en obsequio del excelentísimo señor Don Antonio Barceló, teniente general de la Real Armada, con un apóstrofe al feliz parto de la Princesa de Asturias. Égloga a la publicación de la paz. Madrid: Pedro Marín, 1783.
- El valor de las mujeres y triunfo de las murcianas de las lunas africanas (1787).
- La toma de San Felipe por las armas españolas (1782).